# Мерси-Аржанто, Флоримон де
Флоримон де Мерси-Аржанто (нем. Florimond Claude von Mercy-Argenteau; 20 апреля 1727, Льеж —25 августа 1794, Лондон) — австрийский дипломат, правнук баварского фельдмаршала Франца фон Мерси (ум. в 1645 году), известного своими победами над французами (Конде и Тюренном).

## Биография
Родился в Льеже, впоследствии поступил на австрийскую дипломатическую службу. Был австрийским посланником в Турине, Санкт-Петербурге, с 1766 года в Париже, где стал доверенным лицом Марии-Антуанетты. В 1792 году стал губернатором Австрийских Нидерландов, а в 1794 году был назначен посланником в Лондоне, но умер через несколько дней после приезда.
Большое историческое значение имеет его переписка, изданная под заглавием: «Correspondance secrète entre Marie-Thérèse et le comte de Mercy d’Argenteau» (1874) и «Correspondance secrète du comte de M. d’A. avec l’empereur Joseph II et le prince de Kaunitz» (1889).
Его переписка в царствование Петра III Федоровича была опубликована в: Сборник Императорского русского исторического общества, том 18: Донесения графа Мерси д’Аржанто Императрице Марии Терезии и государственному канцлеру графу Кауницу-Ритбергу, с 5-го января новаго стиля 1762 года по 24-е июля нов. ст. 1762  года и переписка гр. Мерси с русским министерством, С-Петербург 1876.

## Образ в кино
- 1938 — «Мария-Антуанетта» — Генри Стивенсон
- 2006 — «Мария-Антуанетта» — Стив Куган